# Atentado de Kingston
El atentado de Kingston fue un intento de asesinato contra Simón Bolívar el 10 de diciembre de 1815 durante su exilio en Jamaica. Enemigos realistas de Bolívar sobornaron a Pío, un joven al servicio del edecán Rafael Antonio Páez, para asesinar a Bolívar  en la posada donde se hospedaba, pero en la noche del plan Bolívar se alojó en una casa diferente y Pío apuñaló y mató a otra persona que dormía en su hamaca. Pío confesó sobre el asesinato y fue condenado a la horca. Realistas como Salvador de Moxó y Quadrado y Pablo Morillo fueron responsabilizados de haber ordenado el asesinato, pero existen versiones divergentes sobre el atentado.

## Atentado
Durante su exilio en Jamaica desde el 14 de mayo de 1815, Simón Bolívar se hospedó inicialmente en la casa de una mujer. Sin embargo, la arrendadora se enfadó con él por morosidad. Bolívar se fue a vivir por unos días en la casa de su edecán, Rafael Antonio Páez, en una posada de Rafael Poysa en la esquina de las calles Princess y Tower, durmiendo dos días en su hamaca mientras buscaba otro hospedaje.
El 10 de diciembre de 1815, Bolívar se alojó en la casa de una francesa, madame Julienne. Pío, un negro liberto joven de 19 años que estuvo al servicio de Bolívar por varios años y que después pasó al servicio del edecán Rafael Antonio Páez, fue sobornado por los enemigos de Simón Bolívar para asesinarlo. Pensando que era Bolívar, Pío apuñaló y mató a José Félix Amestoy esa noche en la posada, un emigrante de Caracas que dormía en su hamaca.
Pío confesó sobre el crimen y afirmó recibir el pago de un polaco para asesinar a Bolívar. Fue juzgado, condenado a muerte, y ahorcado en la plaza pública de Kingston el 23 de diciembre de 1815. En Jamaica acusaron a un español y a un americano realista enviados por el gobernador realista de Caracas Salvador de Moxó y Quadrado, pero consiguieron escapar. Otra teoría indica que el capitán general realista de Venezuela, Pablo Morillo, ordenó el asesinato y que le pagó 5.000 pesos a Pío mediante un catalán proveniente de Cartagena. Daniel Florencio O'Leary, Tomás Cipriano de Mosquera y Luis Perú de Lacroix ofrecen versiones diferentes del atentado y a veces hasta contradictorias.